# Madame de Pompadour al suo telaio da ricamo
Madame de Pompadour al suo telaio da ricamo è un dipinto a olio su tela (217x156,8 cm) di François-Hubert Drouais, databile al 1763-1764 e conservato nella National Gallery di Londra. È firmato e datato 1763, anno in cui fu iniziato il ritratto.

## Storia
L'opera è l'ultimo omaggio postumo a Madame de Pompadour da parte del ritrattista di corte a Versailles, iniziato durante l'ultimo anno di vita della celebre favorita di Luigi XV e portato a termine dopo la sua morte, nel maggio del 1764, un mese dopo la sua scomparsa. L'artista dipinse il volto probabilmente dal vivo, aggiungendolo poi nella tela più grande, come conferma l'inserto nel supporto.

## Descrizione e stile
Solo i capelli grigi e un accenno di doppio mento testimoniano un'età matura (42 anni), altrimenti appare fresca come una giovinetta. L'influente maîtresse-en-titre è ritratta nella sua stanza mentre solleva lo sguardo dal lavoro al telaio da ricamo. Indossa un abito con sete ricamate a delicati fiori e con inserti di trine e merletti, con nastri colorati che formano fiocchi alle maniche, alla scollatura e alla cuffia che le copre la testa. Una punta dello scarpino, decorata da un cordino luccicante, si intravede dalla gonna. Un cagnolino le balza incontro festoso.
La scena è ambientata in un salottino, con un tendaggio rosa che cala da sinistra rendendo accattivante la composizione e enfatizzando la figura della protagonista. A destra si scorgono alcuni raffinati mobili in stile Luigi XV, quali una libreria e un tavolino, su cui è poggiato un grande contenitore dei fili colorati: i vari scomparti o cassettini sono contrassegnati dai nomi dei colori (rouge, violée, ecc.). Vicino stanno due gomitoli e una matita.
A terra si notano altri oggetti che tipicamente, nei ritratti, ricordano i nobili interessi degli effigiati: un liuto, un album contenente probabilmente incisioni o disegni.
Lo stile del lavoro segue la più tipica maniera rococò: colori tenui, pastello, idealizzazione, soffusa atmosfera di corte, intimità.